# Пресман Олександр Семенович
Олекса́ндр Семе́нович Пре́сман (* 10 квітня 1961, Київ) — український політик, Народний депутат України VII та VIII скликань, голова Роздільнянської районної ради. Почесний громадянин міста Роздільна.

## Освіта
З 1978 по 1983 рр. — Київський інженерно-будівельний інститут. Спеціальність: водопостачання каналізації, кваліфікація: інженер-сантехнік.

## Трудова діяльність
З 1983 по 1984 рр. — майстер, виконроб, начальник дільниці, головний диспетчер «Міннефтегазстрой СРСР»
1989—1992 рр. — заступник начальника УПТК в «Главукрнефтегазстрой»
З 1991 по 1998 рр. — працював в приватних структурах
1998—2005 рр. — помічник-консультант народного депутата України Віктора Развадовського.
2005—2006 рр. — помічник Міністра транспорту та зв'язку України.
2009—2010 рр. — помічник-консультант народного депутата України Олександра Волкова.
2011—2012 рр. — президент волейбольного клубу «Джинестра».

## Скандали
Своїм родичем Пресман називає злодія в законі Антімоса Кухілаву: «Для мене він перш за все родич, хрещений батько мого сина. Було б добре, якби в Україні було більше таких людей, як Антімос». Кухілаву у 2000-х називали кримінальним королем України. В 2009 його було позбавлено українського громадянства та депортовано. В 2017 він відновив громадянство та повернувся до України.
На початку 90-х років, Пресман був віце-президентом споживчого товариства «Меркурій», а в 1994—1995 роках виконував функції голови правління, оскільки тодішній голова правління, Семен Юфа внаслідок шахрайств був змушений залишити територію України й переховуватись в Ізраїлі. Опинившись на посаді головного розпорядника активів споживчого товариства «Меркурій», Олександр Пресман разом з Гарі Габбовичем вивели активи с/т «Меркурій» довівши його до банкрутства і залишили вкладників без своїх заощаджень. Жертвами афери споживчого товариства «Меркурій», під керівництвом Олександра Семеновича Пресмана, стали більше ніж 40 тисяч людей-пайщиків с/т «Меркурій». Всі вони були пограбовані Пресманом і залишилися без своїх вкладів. За словами голови правління с/т «Меркурій» Семена Юфи, саме на Олександрі Пресмані лежить відповідальність за більше ніж 40 тисяч пограбованих вкладників і доведення с/т «Меркурій» до банкрутства.
Є фігурантом декількох розслідувань. У 2021 році за зловживання службовим становищем засуджений до трьох років умовно.

## Громадська діяльність
2007—2009 рр. — представник Гетьмана запорозького козацтва України.

## Політична діяльність
2010—2012 рр. — депутат Одеської обласної ради. Заступник керівника фракції Партії регіонів в Одеській обласній раді. Голова постійної комісії Одеської обласної ради з питань міжрегіонального і міжнародного співробітництва та інвестиційної діяльності.
На парламентських виборах 2012 року був обраний народним депутатом України від Партії регіонів по одномандатному мажоритарному виборчому округу № 139. За результатами голосування переміг, набравши 53,58 % голосів виборців.
22 лютого 2014 року вийшов з фракції «Партії регіонів», згодом вступив до групи «Економічний розвиток».  
На парламентських виборах 2014 року пройшов до Ради по одномандатному виборчому округу № 139 самовисуванцем, набравши 42,54% голосів виборців.
У Раді VIII скликання:
- член депутатської групи «Відродження»[10];

- член Комітету Верховної Ради України з питань бюджету;
- член групи з міжпарламентських зв’язків з Королівством Швеція;
- член групи з міжпарламентських зв’язків з Італійською Республікою.

За всю каденцію Ради VIII скликання пропустив 57% засідань. За Пресманом зафіксовано неодноразове неперсональне голосування. Під час виборів до Ради громадських рух «Чесно» фіксував непрямий підкуп виборців на виборчому окрузі з боку команди Пресмана.
У 2019 році балотувався до Верховної Ради 9 скликання по 139-му округу (Одеська область) також як безпартійний самовисуванець, але невдало.
На місцевих виборах 2020 року обраний депутатом Роздільнянської районної ради VIII скликання від партії ОПЗЖ. На першій сесії ради обраний її головою.

## Сімейне життя
Одружений, має чотирьох дітей. Один з дітей — Микита Кузькевич, є депутатом Одеської обласної ради.